# Olive Blakeney
Pour les articles homonymes, voir Blakeney.
Olive Blakeney est une actrice américaine, née le 21 août 1894 à Newport (Kentucky), morte le 21 octobre 1959 à Los Angeles (Californie).

## Biographie
Épouse (jusqu'à son décès) de l'acteur américain Bernard Nedell (1893-1972), Olive Blakeney l'accompagne vers la fin des années 1920 en Angleterre, où elle fait carrière au théâtre jusqu'à la fin des années 1930. Ainsi, elle joue notamment à Londres, dans des pièces et comédies musicales, dont Gay Divorce (en) en 1933-1934, sur une musique de Cole Porter, avec Claire Luce et Fred Astaire (ce dernier reprendra son rôle dans l'adaptation au cinéma de 1934).
Au cinéma, elle apparaît d'abord dans douze films britanniques, sortis entre 1933 et 1937. Le premier est Her Imaginary Lover (en) de George King, aux côtés de son mari (qu'elle retrouve surtout au théâtre), avec également Laura La Plante et Percy Marmont.
De retour aux États-Unis, elle contribue à trente-six films américains à partir de 1940, comme second rôle de caractère ou dans des petits rôles non crédités. Mentionnons La Femme aux deux visages de George Cukor (1941, avec Greta Garbo et Melvyn Douglas), Illusions perdues d'Ernst Lubitsch (1941, avec Merle Oberon, Melvyn Douglas et Burgess Meredith), Angoisse de Jacques Tourneur (1944, avec Hedy Lamarr et George Brent), ou encore Le Démon de la chair d'Edgar G. Ulmer (1946, avec Hedy Lamarr, George Sanders et Louis Hayward). Ses deux derniers films, sortis en 1958, sont Je veux vivre ! de Robert Wise (avec Susan Hayward) et Ma tante de Morton DaCosta (avec Rosalind Russell).
À la télévision, de 1951 à 1959, Olive Blakeney participe à cinq téléfilms et à vingt-quatre séries, dont Perry Mason (1957, un épisode) et Gunsmoke (1959, un épisode).
Enfin, elle joue à Broadway (New York) dans deux pièces, Harlequinade de Terence Rattigan en 1949 (avec Edna Best et Maurice Evans), puis The Royal Family (en) de George S. Kaufman et Edna Ferber en 1951 (avec J. Edward Bromberg et son époux).

## Théâtre
(pièces, sauf mention contraire)

### À Londres (sélection)
- 1926 : Broadway de Phillip Dunning, avec Bernard Nedell
- 1929 : The Middle Watch de Ian Hay et Stephen King-Hall, avec Reginald Gardiner, Ann Todd
- 1932 : Orders are Orders de Ian Hay et Anthony Armstrong
- 1933-1934 : Gay Divorce, comédie musicale, musique et lyrics de Cole Porter, livret de Dwight Taylor, avec Fred Astaire, Claire Luce, Erik Rhodes, Eric Blore, Claud Allister
- 1936 : The Inside Stand de Pelham Grenville Wodehouse
- 1936-1937 : Hell for Leather ! de Barré Lyndon, avec Bernard Nedell
- 1937 : On Your Toes, comédie musicale, musique de Richard Rodgers, lyrics de Lorenz Hart, livret de Richard Rodgers, George Abbott et Lorenz Hart, avec Vera Zorina

### À Broadway
- 1949 : Harlequinade de Terence Rattigan, mise en scène de Peter Glenville, avec Edna Best, Maurice Evans
- 1951 : The Royal Family de George S. Kaufman et Edna Ferber, mise en scène de Richard Whorf, avec J. Edward Bromberg, Ossie Davis, John Emery, Ruth Hussey, Bernard Nedell

## Filmographie partielle

### Cinéma

#### Période britannique (1933-1937)
- 1933 : Her Imaginary Lover de George King
- 1934 : Leave It to Blanche d'Harold Young
- 1935 : Hello, Sweetheart (en) de Monty Banks
- 1935 : Mr. What's-His-Name ? de Ralph Ince
- 1936 : The Three Maxims d'Herbert Wilcox
- 1936 : Two's Company de Tim Whelan

#### Période américaine (1940-1958)
- 1940 : Third Finger, Left Hand de Robert Z. Leonard
- 1941 : Curs printaniers (Glamour Boy) de Ralph Murphy
- 1941 : Illusions perdues (That Uncertain Feeling) d'Ernst Lubitsch
- 1941 : Billy the Kid le réfractaire (Billy the Kid) de David Miller et Frank Borzage
- 1941 : La Femme aux deux visages (Two-Faced Woman) de George Cukor
- 1942 : Madame exagère (Are Husbands Necessary?) de Norman Taurog
- 1942 : Prisonniers du passé (Random Harvest) de Mervyn LeRoy
- 1944 : The Shinning Future de LeRoy Prinz
- 1944 : Angoisse (Experiment Perilous) de Jacques Tourneur
- 1944 : The Port of 40 Thieves (en) de John English
- 1945 : Péché mortel (Leave Her to Heaven) de John M. Stahl
- 1945 : La Femme du pionnier (Dakota) de Joseph Kane
- 1946 : Voyage sentimental (Sentimental Journey) de Walter Lang
- 1946 : Le Démon de la chair (The Strange Woman) d'Edgar G. Ulmer
- 1947 : Désirs de bonheur (Time Out to Mind) de Robert Siodmak
- 1948 : Verdict secret (Sealed Verdict) de Lewis Allen
- 1954 : Roogie's Bump d'Harold Young
- 1956 : Je ne suis pas un espion (Three Brave Men) de Philip Dunne
- 1957 : The Green-Eyed Blonde de Bernard Girard
- 1958 : Je veux vivre ! (I Want to Live !) de Robert Wise
- 1958 : Ma tante (Auntie Mame) de Morton DaCosta

### Télévision

#### Séries télévisées
- 1957 : Perry Mason, première série
  - Saison 1, épisode 4 The Case of the Drowning Duck de William D. Russell
- 1959 : Gunsmoke ou Police des plaines (Gunsmoke ou Marshal Dillon)
  - Saison 4, épisode 23 Sky de Ted Post